# X Factor (Italia) (nona edizione)
La nona edizione del talent show musicale X Factor è andata in onda in prima serata su Sky Uno dal 10 settembre al 10 dicembre 2015 per quattordici puntate.
Si tratta della quinta edizione ad essere prodotta e trasmessa da Sky Italia. Anche in questa edizione Alessandro Cattelan ricopre il ruolo di conduttore, giunto al suo quinto anno consecutivo, mentre il tavolo dei giudici vede le riconferme di Mika e Fedez dalla passata edizione, il ritorno di Elio dopo un anno di pausa e l'arrivo di Skin. Si tratta della prima edizione di X Factor Italia dove i giudici sono tutti cantanti.
La particolarità di questa edizione, definita come la X Revolution, è l'ampliamento della categoria "Gruppi Vocali" che cambia nome semplicemente in "Gruppi" e permette da quest'anno anche l'ingresso alle band musicali, a patto che queste abbiano almeno un cantante nel gruppo: la versione italiana di X Factor diventa così la prima al mondo ad introdurre dei complessi strumentali.
Anche in questa edizione l'ex giudice del talent show Mara Maionchi torna a ricoprire il ruolo di conduttrice del talk show Xtra Factor con Alessio Viola, giornalista di SkyTG24.
Alessandro Cattelan, conduttore dell'X Factor Daily da quattro edizioni, si dedica esclusivamente alla conduzione dei live lasciando il posto ad Aurora Ramazzotti, al suo esordio televisivo.
L'edizione è stata vinta da Giosada (Giovanni Sada), concorrente degli Over 25 di Elio, che ottiene un contratto discografico con Sony Music Italia del valore complessivo di 300000 € e il suo inedito remixato da Giorgio Moroder.
Per la prima volta, il brano è stato anche inserito nella compilation ufficiale Top Hits 2016 pubblicato l'8 gennaio 2016.

## Trasmissione
Il programma, oltre ad andare in onda su Sky Uno, va in onda in live streaming e on-demand sulle piattaforme Sky Go, Sky On Demand e Sky Online. La trasmissione delle puntate in chiaro dei casting avviene tre giorni dopo la messa in onda sul satellite, in contemporanea su Cielo e su MTV, le cui attività terrestri in chiaro sono state cedute a Sky, che poi realizzerà TV8. Le puntate inerenti ai live show in diretta rimangono un'esclusiva di Sky Uno, ad eccezione della finale del 10 dicembre 2015, in diretta dal Mediolanum Forum di Milano trasmessa simultaneamente su Sky Uno, Cielo e MTV.
Il 30 agosto e il 6 settembre 2015 MTV trasmette in prima serata due speciali intitolati X Factor Le Audizioni 2011-2014, che racchiudono le audizioni migliori e più divertenti delle ultime quattro edizioni di X Factor realizzate da Sky.
Il 1º settembre 2015 va in onda su Sky Uno e in chiaro su Sky TG24 lo speciale X Factor - La giuria, dove Cattelan intervista i giudici a bordo di un divano mobile in giro per Milano.
Il 7 dicembre 2015 MTV trasmette in prima serata e in chiaro uno speciale-tv di tre ore e mezza intitolato X Factor 2015 Best of - La gara che riassume tutti i live show trasmessi su Sky Uno prima della trasmissione della finale.
È stata l'ultima edizione ad essere stata trasmessa su MTV (canale 8 acquisito da Sky) perché dopo il canale ha cambiato denominazione in TV8.

## Categorie
Le quattro categorie di X Factor sono state annunciate nel corso delle conferenza stampa dell'8 settembre 2015.
| Categoria    | Giudice | Producer Musicale |
| ------------ | ------- | ----------------- |
| Under Donne  | Skin    | Roberto Vernetti  |
| Under Uomini | Mika    | Luca Chiaravalli  |
| Over         | Elio    | Alberto Tafuri    |
| Gruppi       | Fedez   | Fausto Cogliati   |

Vocal coach: Paola Folli (Under Donne/Gruppi) e Rossana Casale (Under Uomini/Over)

## Selezioni

### X Factor On The Road
L'X Factor On The Road, fase itinerante di scouting in giro per l'Italia presente anche quest'anno, è iniziato ad Olbia il 14 marzo ed è terminato a Pordenone il 19 aprile 2015.

### Pre-selezioni
Le pre-selezioni con la produzione del programma si sono svolte il 9-10-11 maggio al PalaLottomatica di Roma e il 23-24-25 maggio 2015 alla Torre Unipol di Bologna. In questa tappa gli ex-vincitori del talent show Francesca Michielin, Chiara e Lorenzo Fragola hanno partecipato assieme alla produzione per giudicare i concorrenti che, superata questa prima tappa, devono esibirsi davanti ai quattro giudici di X Factor nelle audizioni pubbliche.

### Audizioni
La seconda fase dei provini prevede le audizioni, nelle quali gli aspiranti cantanti si esibiscono davanti ai quattro giudici e al pubblico. Le audizioni sono state registrate l'11 e il 12 giugno all'Unipol Arena di Bologna e il 28-29-30 giugno al PalaLottomatica di Roma.

### Bootcamp
La terza fase dei provini prevede i Bootcamp. Il giorno prima, in una fase pre-Bootcamp, dopo aver scoperto le proprie categorie, i quattro giudici, singolarmente, convocano tutti i cantanti della propria categoria ammessi durante le audizioni, facendone avanzare alcuni senza necessità di cantare, mentre sentendo cantare nuovamente altri per decidere di farli passare o meno; tutto ciò avviene senza pubblico. Per scegliere i primi 6 finalisti per categoria viene utilizzato il metodo di selezione della "Sfida delle Sei Sedie", come nell'edizione precedente: ogni giudice ha a disposizione sei sedie per categoria e, dopo aver ascoltato il brano cantato dal concorrente, dovrà decidere se merita una di quelle sedie (ammettendo così il concorrente agli Homevisit) oppure eliminarlo dalla gara. Nel caso le sei sedie sono già tutte occupate e si presenta un concorrente più meritevole, il giudice della propria categoria può decidere di eliminare uno già seduto e cedere il posto al nuovo arrivato, procedendo via via ad un processo di selezione che prevede anche l'intervento del pubblico con i giudizi dagli spalti sulle decisioni prese dai giudici. Dopo le due puntate di Bootcamp sono stati decisi i 24 concorrenti (6 per categoria) che sono andati agli Homevisit. Le puntate sono state registrate il 13 e 14 luglio 2015 al PalaAlpitour di Torino.
| Categoria    | Giudice | Artisti eliminati ai Bootcamp | Artisti eliminati ai Bootcamp | Artisti eliminati ai Bootcamp | Artisti eliminati ai Bootcamp | Artisti eliminati ai Bootcamp | Artisti eliminati ai Bootcamp | Artisti eliminati ai Bootcamp |
| ------------ | ------- | ----------------------------- | ----------------------------- | ----------------------------- | ----------------------------- | ----------------------------- | ----------------------------- | ----------------------------- |
| Uomini 16-24 | Mika    | Nicolò Steri                  | Leonardo Mulas                | Francesco Paolo Sottili       | Vito Girelli                  | Nicolò Helios Gulizia         | Elijah Walti                  |                               |
| Donne 16-24  | Skin    | Ilenia Filippo                | Veronica Tirino               | Eva Calvani                   | Mariasole Benvenuto           | Alessandra Regosini           | Floriana Pappa                | Erika Gallarati               |
| Over 25+     | Elio    | Santino Cardamone             | Alessandra Machella           | Fabrizio Martorelli           | Deborah Lepera                | Andrea Prestianni             | Veronica Sogni †              | Sara Loreni                   |
| Gruppi       | Fedez   | Traccia24                     | The Helèna                    | Dramalove                     | The Panicles                  | The Van Houtens               | The Crowsroads                |                               |

### Homevisit
La quarta fase dei provini è l'Homevisit, la fase finale prima del programma in diretta. I concorrenti che sono riusciti a convincere i giudici durante i Bootcamp hanno dovuto tenere un'ultima audizione davanti al proprio giudice di categoria per convincerlo a venir promossi ai live. Diversamente da quanto accaduto negli anni precedenti, nei quali l'Homevisit si svolgeva in quattro diverse location (una per giudice), quest'anno si svolge tutta a Courmayeur, sul Monte Bianco. Al termine di questa prova vengono decisi i dodici cantanti (tre per categoria) che andranno a comporre le squadre capitanate dai quattro giudici durante i live show.
A differenza delle passate edizioni, in questa non è presente nessun ripescaggio.
| Under Uomini (Mika) | Marco Gori      | Angel Gabriel Marmolejos | Vittorio Andrei (Cranio Randagio) † |
| Under Donne (Skin)  | Gaia Albertazzi | Martina Galli            | Selene Capitanucci                  |
| Over (Elio)         | David Aiyeniwon | Diego Esposito           | Marco Sbarbati                      |
| Gruppi (Fedez)      | Iron Mais       | Street Chords            | OSC2X                               |

## Finalisti
In questo spazio sono elencati i cantanti approdati alla prima puntata live del programma.
Legenda:
- Vincitore
- Secondo classificato

- Terzo classificato
- Quarto classificato

- Semifinalista

- Non finalista

| Categoria           | Cantanti                 | Cantanti                         | Cantanti                  | Cantanti |
| ------------------- | ------------------------ | -------------------------------- | ------------------------- | -------- |
| 25+ (Elio)          | Giò Sada (Giovanni Sada) | Davide Shorty (Davide Sciortino) | Massimiliano D'Alessandro |          |
| Gruppi (Fedez)      | Urban Strangers          | Moseek                           | Landlord                  |          |
| Donne 16-24 (Skin)  | Enrica Tara              | Margherita Principi              | Eleonora Anania           |          |
| Uomini 16-24 (Mika) | Luca Valenti             | Leonardo Marius Dragusin         | Eva (Giacomo Runco)       |          |

## Dettaglio delle puntate

### Tabella delle eliminazioni
- 16-24 ♂ (Mika)
- 16-24 ♀ (Skin)

- +25 (Elio)
- Gruppi (Fedez)

|                | Giò Sada        | N.D.                     | 3º 14,02%                | 1º 24,35%              | N.D.                   | N.D.                   | N.D.                   | 2º 20,14%              | N.D.                   | 2º 28,40%              | 6º 11,61%              | 6º 13,48%              | 2º 23,53%              | 2º 26,07%              | 2º 23,94%              | 2º 27,56%              | 2º 29,86%              | 2º 34,21%              | Vincitore 52,66%       |  |  |
|                | Urban Strangers | N.D.                     | 1° 29,50%                | N.D.                   | 1° 39,28%              | N.D.                   | N.D.                   | 1° 38,04%              | 1° 31,57%              | N.D.                   | 1° 20,13%              | 1° 20,72%              | 1° 23,94%              | 1º 26,33%              | 1° 30,59%              | 1° 32,72%              | 1° 38,31%              | 1° 41,01%              | Secondi 47,34%         |  |  |
|                | Davide          | 1º 24,49%                | N.D.                     | N.D.                   | 2º 22,56%              | N.D.                   | 1º 26,97%              | N.D.                   | 3º 17,81%              | N.D.                   | 5º 12,19%              | 2º 15,06%              | 3º 15,70%              | 4º 16,38%              | 4º 15,53%              | 3º 19,99%              | 3º 16,94%              | 3ª 24,78%              | Eliminato (8ª puntata) |  |  |
|                | Enrica          | 5ª 12,16%                | N.D.                     | 4ª 15,53%              | N.D.                   | N.D.                   | N.D.                   | 3ª 15,38%              | 2ª 22,92%              | N.D.                   | 3ª 13,25%              | 5ª 13,58%              | 6ª 11,33%              | N.D.                   | 5ª 13,94%              | N.D.                   | 4ª 14,89%              | Eliminata (8ª puntata) | Eliminata (8ª puntata) |  |  |
|                | Moseek          | N.D.                     | 5º 12,32%                | 3º 16,71%              | N.D.                   | N.D.                   | 3º 20,61%              | N.D.                   | N.D.                   | 1° 34,43%              | 2º 13,26%              | 4º 14,13%              | 5º 12,19%              | 3º 16,57%              | 3º 15,99%              | 4º 19,72%              | Eliminati (7ª puntata) | Eliminati (7ª puntata) | Eliminati (7ª puntata) |  |  |
|                | Luca            | 3º 18,46%                | N.D.                     | 2º 20,86%              | N.D.                   | N.D.                   | 2º 22,83%              | N.D.                   | 5º 12,69%              | N.D.                   | 4º 12,56%              | 3º 14,25%              | 4º 13,31%              | 5º 14,65%              | Eliminato (6ª puntata) | Eliminato (6ª puntata) | Eliminato (6ª puntata) | Eliminato (6ª puntata) | Eliminato (6ª puntata) |  |  |
|                | Landlord        | 4º 17,47%                | N.D.                     | N.D.                   | 3º 15,77%              | N.D.                   | 4º 15,00%              | N.D.                   | 4º 15,01%              | N.D.                   | 7º 9,55%               | 7º 8,79%               | Eliminati (5ª puntata) | Eliminati (5ª puntata) | Eliminati (5ª puntata) | Eliminati (5ª puntata) | Eliminati (5ª puntata) | Eliminati (5ª puntata) | Eliminati (5ª puntata) |  |  |
|                | Leonardo        | N.D.                     | 4º 12,55%                | N.D.                   | 5º 10,21%              | 29,75%                 | N.D.                   | 4º 14,19%              | N.D.                   | 3º 19,31%              | 8º 7,45%               | Eliminato (5ª puntata) | Eliminato (5ª puntata) | Eliminato (5ª puntata) | Eliminato (5ª puntata) | Eliminato (5ª puntata) | Eliminato (5ª puntata) | Eliminato (5ª puntata) | Eliminato (5ª puntata) |  |  |
|                | Margherita      | 2ª 20,43%                | N.D.                     | N.D.                   | 4ª 12,18%              | 33,45%                 | N.D.                   | 5ª 12,25%              | N.D.                   | 4ª 17,86%              | Eliminata (4ª puntata) | Eliminata (4ª puntata) | Eliminata (4ª puntata) | Eliminata (4ª puntata) | Eliminata (4ª puntata) | Eliminata (4ª puntata) | Eliminata (4ª puntata) | Eliminata (4ª puntata) | Eliminata (4ª puntata) |  |  |
|                | Eleonora        | N.D.                     | 2ª 19,59%                | 5ª 15,03%              | N.D.                   | 21,10%                 | 5ª 14,59%              | N.D.                   | Eliminata (3ª puntata) | Eliminata (3ª puntata) | Eliminata (3ª puntata) | Eliminata (3ª puntata) | Eliminata (3ª puntata) | Eliminata (3ª puntata) | Eliminata (3ª puntata) | Eliminata (3ª puntata) | Eliminata (3ª puntata) | Eliminata (3ª puntata) | Eliminata (3ª puntata) |  |  |
|                | Eva             | 6º 6,99%                 | N.D.                     | 6º 7,52%               | N.D.                   | 15,70%                 | Eliminato (2ª puntata) | Eliminato (2ª puntata) | Eliminato (2ª puntata) | Eliminato (2ª puntata) | Eliminato (2ª puntata) | Eliminato (2ª puntata) | Eliminato (2ª puntata) | Eliminato (2ª puntata) | Eliminato (2ª puntata) | Eliminato (2ª puntata) | Eliminato (2ª puntata) | Eliminato (2ª puntata) | Eliminato (2ª puntata) |  |  |
|                | Massimiliano    | N.D.                     | 6º 12,02%                | Eliminato (1ª puntata) | Eliminato (1ª puntata) | Eliminato (1ª puntata) | Eliminato (1ª puntata) | Eliminato (1ª puntata) | Eliminato (1ª puntata) | Eliminato (1ª puntata) | Eliminato (1ª puntata) | Eliminato (1ª puntata) | Eliminato (1ª puntata) | Eliminato (1ª puntata) | Eliminato (1ª puntata) | Eliminato (1ª puntata) | Eliminato (1ª puntata) | Eliminato (1ª puntata) | Eliminato (1ª puntata) |  |  |
|                |                 |                          |                          |                        |                        |                        |                        |                        |                        |                        |                        |                        |                        |                        |                        |                        |                        |                        |                        |  |  |
| Ultimo scontro | Ultimo scontro  | Eva Massimiliano         | Eva Massimiliano         | Eleonora Eva           | Eleonora Eva           | Eleonora Eva           | Eleonora Margherita    | Eleonora Margherita    | Luca Margherita        | Luca Margherita        | Giosada Landlord       | Giosada Landlord       | Enrica Luca            | Enrica Luca            | Enrica Moseek          | Enrica Moseek          |                        |                        |                        |  |  |
|                | Voto di Elio    | Eva                      | Eva                      | Eva                    | Eva                    | Eva                    | Eleonora               | Eleonora               | Margherita             | Margherita             | Landlord               | Landlord               | Luca                   | Luca                   | Moseek                 | Moseek                 |                        |                        |                        |  |  |
|                | Voto di Fedez   | Massimiliano             | Massimiliano             | Eva                    | Eva                    | Eva                    | Eleonora               | Eleonora               | Luca                   | Luca                   | Giosada                | Giosada                | Enrica                 | Enrica                 | Enrica                 | Enrica                 |                        |                        |                        |  |  |
|                | Voto di Mika    | Massimiliano             | Massimiliano             | Eleonora               | Eleonora               | Eleonora               | Eleonora               | Eleonora               | Margherita             | Margherita             | Landlord               | Landlord               | Enrica                 | Enrica                 | Enrica                 | Enrica                 |                        |                        |                        |  |  |
|                | Voto di Skin    | Massimiliano             | Massimiliano             | Eva                    | Eva                    | Eva                    | Eleonora               | Eleonora               | Luca                   | Luca                   | Landlord               | Landlord               | Luca                   | Luca                   | Moseek                 | Moseek                 |                        |                        |                        |  |  |
| Eliminati      | Eliminati       | Massimiliano 3 voti su 4 | Massimiliano 3 voti su 4 | Eva 3 voti su 4        | Eva 3 voti su 4        | Eva 3 voti su 4        | Eleonora 4 voti su 4   | Eleonora 4 voti su 4   | Margherita TILT 30,61% | Margherita TILT 30,61% | Leonardo               | Leonardo               | Luca TILT 35,36%       | Luca TILT 35,36%       | Moseek TILT 47,85%     | Moseek TILT 47,85%     | Enrica                 | Davide                 | Urban Strangers        |  |  |
| Eliminati      | Eliminati       | Massimiliano 3 voti su 4 | Massimiliano 3 voti su 4 | Eva 3 voti su 4        | Eva 3 voti su 4        | Eva 3 voti su 4        | Eleonora 4 voti su 4   | Eleonora 4 voti su 4   | Margherita TILT 30,61% | Margherita TILT 30,61% | Landlord 3 voti su 4   |                        | Luca TILT 35,36%       | Luca TILT 35,36%       | Moseek TILT 47,85%     | Moseek TILT 47,85%     | Enrica                 | Davide                 | Urban Strangers        |  |  |

### Dettaglio dei live show

#### Prima puntata
Data: giovedì 22 ottobre 2015

Ospiti: Duran Duran

Canzoni cantate dagli ospiti: Pressure Off
| Ordine                              | Cantante        | Giudice | Canzone (cantante originale)           | Risultato |
| ----------------------------------- | --------------- | ------- | -------------------------------------- | --------- |
| 1                                   | Enrica          | Skin    | Heaven (Emeli Sandé)                   | Salva     |
| 2                                   | Eva             | Mika    | Per me è importante (Tiromancino)      | Ultimo    |
| 3                                   | Davide          | Elio    | Play that funky music (Wild Cherry)    | Salvo     |
| 4                                   | Landlord        | Fedez   | Iris (Goo Goo Dolls)                   | Salvi     |
| 5                                   | Luca            | Mika    | Stole the Show (Kygo ft. Parson James) | Salvo     |
| 6                                   | Margherita      | Skin    | Every Breath You Take (The Police)     | Salva     |
|                                     |                 |         |                                        |           |
| 1                                   | Eleonora        | Skin    | Dedicato (Loredana Berté)              | Salva     |
| 2                                   | Urban Strangers | Fedez   | Cupid's Chokehold (Gym Class Heroes)   | Salvi     |
| 3                                   | Leonardo        | Mika    | Red (Daniel Merriweather)              | Salvo     |
| 4                                   | Massimiliano    | Elio    | Terra mia (Pino Daniele)               | Ultimo    |
| 5                                   | Moseek          | Fedez   | Don't wait (Mapei)                     | Salvi     |
| 6                                   | Giò Sada        | Elio    | The Real Me (The Who)                  | Salvo     |
| Ballottaggio (cavallo di battaglia) |                 |         |                                        |           |
| 1                                   | Eva             | Mika    | Fix You (Coldplay)                     | Salvo     |
| 2                                   | Massimiliano    | Elio    | Am I Wrong (Keb' Mo')                  | Eliminato |

Voto dei giudici per eliminare
- Mika: Massimiliano, per salvare il suo artista, Eva;
- Elio: Eva, per salvare il suo artista, Massimiliano;
- Skin: Massimiliano, preferendo Eva;
- Fedez: Massimiliano, ritenendo Eva più adatto per il programma;

#### Seconda puntata
Data: giovedì 29 ottobre 2015

Ospiti: Justin Bieber, Francesca Michielin

Canzoni cantate dagli ospiti: What Do You Mean? (Justin Bieber) - L'amore esiste/Lontano (Francesca Michielin)

Particolarità: In questa puntata vanno al ballottaggio i due meno votati di ogni manche. I quattro artisti andati al ballottaggio si esibiscono sui loro cavalli di battaglia per poi sottoporsi al voto del pubblico che salva due concorrenti, lasciando gli altri due al ballottaggio classico con i voti espressi dalle preferenze dei quattro giudici. Qualora i voti dei giudici fossero stati pari, sarebbe stato eliminato chi precedentemente aveva ottenuto meno voti dal pubblico.
| Ordine                              | Cantante        | Giudice | Canzone (cantante originale)            | Risultato  |
| ----------------------------------- | --------------- | ------- | --------------------------------------- | ---------- |
| 1                                   | Moseek          | Fedez   | Time to Pretend (MGMT)                  | Salvi      |
| 2                                   | Eleonora        | Skin    | Meravigliosa creatura (Gianna Nannini)  | Ultimi due |
| 3                                   | Luca            | Mika    | Blank Space (Taylor Swift)              | Salvo      |
| 4                                   | Giò Sada        | Elio    | Retrograde (James Blake)                | Salvo      |
| 5                                   | Eva             | Mika    | Everybody's Changing (Keane)            | Ultimi due |
| 6                                   | Enrica          | Skin    | Like a Star (Corinne Bailey Rae)        | Salva      |
|                                     |                 |         |                                         |            |
| 1                                   | Davide          | Elio    | Quello che (99 Posse)                   | Salvo      |
| 2                                   | Leonardo        | Mika    | Wake Me Up (Aloe Blacc)                 | Ultimi due |
| 3                                   | Landlord        | Fedez   | Habits (Stay High) (Tove Lo)            | Salvo      |
| 4                                   | Margherita      | Skin    | I Believe in You (Kylie Minogue)        | Ultimi due |
| 5                                   | Urban Strangers | Fedez   | Oceans (Jay-Z)                          | Salvi      |
| Ballottaggio (cavallo di battaglia) |                 |         |                                         |            |
| 1                                   | Eleonora        | Skin    | Sally (Vasco Rossi)                     | Ultimi due |
| 2                                   | Eva             | Mika    | Eppure sentire (un senso di te) (Elisa) | Eliminato  |
| 3                                   | Leonardo        | Mika    | All of Me (John Legend)                 | Salvo      |
| 4                                   | Margherita      | Skin    | Summertime Sadness (Lana Del Rey)       | Salva      |

Voto dei giudici per eliminare
- Skin: Eva, per salvare la sua artista, Eleonora;
- Mika: Eleonora, per salvare il suo artista, Eva;
- Fedez: Eva, avendo preferito Eleonora al ballottaggio;
- Elio: Eva, esaltando l'unicità di Eleonora.

#### Terza puntata
Data: giovedì 5 novembre 2015

Ospiti: Emma

Canzoni cantate dagli ospiti: Arriverà l'amore
| Ordine                              | Cantante        | Giudice | Canzone (cantante originale)                | Risultato |
| ----------------------------------- | --------------- | ------- | ------------------------------------------- | --------- |
| 1                                   | Eleonora        | Skin    | Ma il cielo è sempre più blu (Rino Gaetano) | Ultima    |
| 2                                   | Moseek          | Fedez   | The Passenger (Iggy Pop)                    | Salvi     |
| 3                                   | Luca            | Mika    | Runnin' (Lose It All) (Naughty Boy)         | Salvo     |
| 4                                   | Landlord        | Fedez   | Universo (Cristina Donà)                    | Salvi     |
| 5                                   | Davide          | Elio    | A Change Is Gonna Come (Sam Cooke)          | Salvo     |
|                                     |                 |         |                                             |           |
| 1                                   | Urban Strangers | Fedez   | Rape Me (Nirvana)                           | Salvi     |
| 2                                   | Enrica          | Skin    | I Try (Macy Gray)                           | Salva     |
| 3                                   | Giò Sada        | Elio    | Love Me Two Times (The Doors)               | Salvo     |
| 4                                   | Leonardo        | Mika    | Lay Me Down (Sam Smith)                     | Salvo     |
| 5                                   | Margherita      | Skin    | Yellow Flicker Beat (Lorde)                 | Ultima    |
| Ballottaggio (cavallo di battaglia) |                 |         |                                             |           |
| 1                                   | Eleonora        | Skin    | Con il nastro rosa (Lucio Battisti)         | Eliminata |
| 2                                   | Margherita      | Skin    | Addicted to You (Avicii)                    | Salva     |

Voto dei giudici per eliminare
- Skin: Eleonora, pensando che Margherita possa arrivare più avanti nella competizione
- Mika: Eleonora, preferendo la voce di Margherita
- Fedez: Eleonora, ritenendo che Margherita abbia cantato meglio al ballottaggio
- Elio: avrebbe anche lui eliminato Eleonora.

#### Quarta puntata
Data: giovedì 12 novembre 2015

Tema musicale della serata: Electro Dance

Ospiti: Giorgio Moroder, 5 Seconds of Summer

Canzoni cantate dagli ospiti: Hey Everybody! (5 Seconds of Summer)
| Ordine                              | Cantante        | Giudice | Canzone (cantante originale)              | Risultato |
| ----------------------------------- | --------------- | ------- | ----------------------------------------- | --------- |
| 1                                   | Enrica          | Skin    | Burnin' Up (Jessie J ft. 2 Chainz)        | Salva     |
| 2                                   | Davide          | Elio    | Things Can Only Get Better (Howard Jones) | Salvo     |
| 3                                   | Urban Strangers | Fedez   | Numb/Encore (Jay-Z & Linkin Park)         | Salvi     |
| 4                                   | Luca            | Mika    | Always on My Mind (Pet Shop Boys)         | Ultimo    |
| 5                                   | Landlord        | Fedez   | Promises (Nero)                           | Salvi     |
|                                     |                 |         |                                           |           |
| 1                                   | Margherita      | Skin    | Tainted Love (Soft Cell)                  | Ultima    |
| 2                                   | Moseek          | Fedez   | Revolusion (Elliphant)                    | Salvi     |
| 3                                   | Leonardo        | Mika    | Only You (Yazoo)                          | Salvo     |
| 4                                   | Giò Sada        | Elio    | Girl U Want (Devo)                        | Salvo     |
| Ballottaggio (cavallo di battaglia) |                 |         |                                           |           |
| 1                                   | Luca            | Mika    | Say Something (A Great Big World)         | Salvo     |
| 2                                   | Margherita      | Skin    | Hallelujah (Leonard Cohen)                | Eliminata |

Voto dei giudici per eliminare
- Mika: Margherita, per salvare il suo artista, Luca;
- Skin: Luca, per salvare la sua artista, Margherita;
- Elio: Margherita, basandosi sulla performance al ballottaggio;
- Fedez: Luca, per richiedere il TILT.

I giudici non trovano un accordo, quindi si va in TILT. Il televoto decreta l'eliminazione di Margherita.

#### Quinta puntata
Data: giovedì 19 novembre 2015

Tema della serata: Apocalipse Night (eliminazione di due concorrenti)

Ospiti: Franco Battiato, Lorenzo Fragola, Chiara, Michele Bravi, Francesca Michielin e altri ex concorrenti di X Factor

Canzoni cantate dagli ospiti: Imagine (i ragazzi di X Factor con alcuni ex concorrenti delle edizioni passate) - La cura (Franco Battiato)
| Ordine                              | Cantante        | Giudice | Canzone (cantante originale)                              | Risultato                | Ordine                   | Canzone (cantante originale)            | Risultato  |
| ----------------------------------- | --------------- | ------- | --------------------------------------------------------- | ------------------------ | ------------------------ | --------------------------------------- | ---------- |
| 1                                   | Landlord        | Fedez   | Universo (Cristina Donà)                                  | Salvi                    | 7                        | Metal & Dust (London Grammar)           | Ultimi due |
| 2                                   | Davide          | Elio    | Iron Sky (Paolo Nutini)                                   | Salvo                    | 5                        | Vedrai vedrai (Luigi Tenco)             | Salvo      |
| 3                                   | Leonardo        | Mika    | Stay with Me (Sam Smith)                                  | Eliminato                | —                        | —                                       | —          |
| 4                                   | Urban Strangers | Fedez   | No Church in the Wild (Jay Z, Kanye West ft. Frank Ocean) | Salvi                    | 6                        | What I Got (Sublime)                    | Salvi      |
| 5                                   | Enrica          | Skin    | Like a Star (Corinne Bailey Rae)                          | Salva                    | 4                        | Are You Gonna Go My Way (Lenny Kravitz) | Salva      |
| 6                                   | Giò Sada        | Elio    | Retrograde (James Blake)                                  | Salvo                    | 1                        | Sex on Fire (Kings of Leon)             | Ultimi due |
| 7                                   | Luca            | Mika    | Take Me to Church (Hozier)                                | Salvo                    | 2                        | All of the Stars (Ed Sheeran)           | Salvo      |
| 8                                   | Moseek          | Fedez   | The Passenger (Iggy Pop)                                  | Salvi                    | 3                        | Don't Speak (No Doubt)                  | Salvi      |
| Ballottaggio (cavallo di battaglia) |                 |         |                                                           |                          |                          |                                         |            |
| 1                                   | Giò Sada        | Elio    | Free Fallin' (Tom Petty)                                  | Free Fallin' (Tom Petty) | Free Fallin' (Tom Petty) | Free Fallin' (Tom Petty)                | Salvo      |
| 2                                   | Landlord        | Fedez   | Youth (Daughter)                                          | Youth (Daughter)         | Youth (Daughter)         | Youth (Daughter)                        | Eliminati  |

Voto dei giudici per eliminare
- Fedez: Giò, per salvare la sua band, Landlord;
- Elio: Landlord, per salvare il suo artista, Giò, e credendo che possa vincere X Factor;
- Skin: Landlord, intravedendo in Giò una star;
- Mika: Landlord, perché Giò può migliorare ancora e vuole che rimanga in gara.

#### Sesta puntata
Data: giovedì 26 novembre 2015

Ospiti: Jess Glynne

Canzoni cantate dagli ospiti: Take Me Home

Particolarità: Le canzoni della prima manche sono tutte in italiano.
Con l'eliminazione di Luca Valenti, la categoria degli Under Uomini di Mika rimane senza concorrenti.
| Ordine                              | Cantante        | Giudice | Canzone (cantante originale)                       | Risultato                 | Ordine                    | Canzone (cantante originale)      | Risultato |
| ----------------------------------- | --------------- | ------- | -------------------------------------------------- | ------------------------- | ------------------------- | --------------------------------- | --------- |
| 1                                   | Davide          | Elio    | L'italiano (Toto Cutugno)                          | Salvo                     | 5                         | Wildfire (SBTRKT)                 | Salvo     |
| 2                                   | Enrica          | Skin    | Adesso e qui (nostalgico presente) (Malika Ayane)  | Ultima                    | —                         | —                                 | —         |
| 3                                   | Moseek          | Fedez   | Tutti i miei sbagli (Subsonica)                    | Salvi                     | 1                         | Do I Wanna Know? (Arctic Monkeys) | Salvi     |
| 4                                   | Giò Sada        | Elio    | Amore che vieni, amore che vai (Fabrizio De André) | Salvo                     | 3                         | Shock The Monkey (Peter Gabriel)  | Salvo     |
| 5                                   | Luca            | Mika    | Ti scatterò una foto (Tiziano Ferro)               | Salvo                     | 2                         | Stitches (Shawn Mendes)           | Ultimo    |
| 6                                   | Urban Strangers | Fedez   | La libertà (Giorgio Gaber)                         | Salvi                     | 4                         | Loser (Beck)                      | Salvi     |
| Ballottaggio (cavallo di battaglia) |                 |         |                                                    |                           |                           |                                   |           |
| 1                                   | Enrica          | Skin    | One and Only (Adele)                               | One and Only (Adele)      | One and Only (Adele)      | One and Only (Adele)              | Salva     |
| 2                                   | Luca            | Mika    | My Immortal (Evanescence)                          | My Immortal (Evanescence) | My Immortal (Evanescence) | My Immortal (Evanescence)         | Eliminato |

Voto dei giudici per eliminare:
- Mika: Enrica, per salvare il suo artista, Luca;
- Skin: Luca, per salvare la sua artista, Enrica;
- Elio: Luca, perché per lui durante la puntata ha cantato meglio Enrica;
- Fedez: Enrica, per far decidere al pubblico se ascoltare l'inedito di Luca o di Enrica.

I giudici non trovano un accordo, quindi si va in TILT. Il televoto decreta l'eliminazione di Luca.

#### Settima puntata
Data: giovedì 3 dicembre 2015

Ospiti: Marco Mengoni, Lorenzo Fragola e Linus. 

Canzoni cantate dagli ospiti: The Reason Why/Siamo uguali/# Fuori c'è il sole (i talenti di X Factor con Lorenzo Fragola) - Ti ho voluto bene veramente (Marco Mengoni) 

Particolarità: Nella prima manche vengono presentati gli inediti dei 5 semifinalisti e i brani eseguiti nella seconda rappresentano dei successi radiofonici degli ultimi 5 anni.
| Ordine                              | Cantante        | Giudice | Inedito                                           | Risultato                                         | Ordine                                            | Canzone (cantante originale)                      | Risultato |
| ----------------------------------- | --------------- | ------- | ------------------------------------------------- | ------------------------------------------------- | ------------------------------------------------- | ------------------------------------------------- | --------- |
| 1                                   | Moseek          | Fedez   | Elliott                                           | Salvi                                             | 4                                                 | Lean On (Major Lazer & DJ Snake ft. MØ)           | Ultimi    |
| 2                                   | Giò Sada        | Elio    | Il rimpianto di te                                | Salvo                                             | 3                                                 | Best Day of My Life (American Authors)            | Salvo     |
| 3                                   | Enrica          | Skin    | I Found You                                       | Ultima                                            | —                                                 | —                                                 | —         |
| 4                                   | Urban Strangers | Fedez   | Runaway                                           | Salvi                                             | 2                                                 | Pompeii (Bastille)                                | Salvi     |
| 5                                   | Davide          | Elio    | My Soul Trigger                                   | Salvo                                             | 1                                                 | Can't Feel My Face (The Weeknd)                   | Salvo     |
| Ballottaggio (cavallo di battaglia) |                 |         |                                                   |                                                   |                                                   |                                                   |           |
| 1                                   | Enrica          | Skin    | Something's got a hold on me (Christina Aguilera) | Something's got a hold on me (Christina Aguilera) | Something's got a hold on me (Christina Aguilera) | Something's got a hold on me (Christina Aguilera) | Salva     |
| 2                                   | Moseek          | Fedez   | Somebody to Love (Jefferson Airplane)             | Somebody to Love (Jefferson Airplane)             | Somebody to Love (Jefferson Airplane)             | Somebody to Love (Jefferson Airplane)             | Eliminati |

Voto dei giudici per eliminare:
- Fedez: Enrica, per salvare i suoi artisti, i Moseek;
- Skin: Moseek, per salvare la sua artista, Enrica;
- Mika: Enrica, preferendo i Moseek, nonostante al ballottaggio abbia cantato meglio Enrica;
- Elio: Moseek, ritenendo che abbiano cantato male al ballottaggio.

I giudici non trovano un accordo, quindi si va in TILT. Il televoto decreta l'eliminazione dei Moseek.

#### Ottava puntata - Finale
Data: giovedì 10 dicembre 2015

Ospiti: Coldplay, Cesare Cremonini, Skunk Anansie, Elio e le Storie Tese, Michele Bravi, Fedez e Mika. 

Canzoni cantate dagli ospiti: Sweet Suicide (Michele Bravi), Adventure of a Lifetime / A Head Full of Dreams (Coldplay), Love Someone Else (Skunk Anansie), Servi della gleba (Elio e le Storie Tese), Lost in the Weekend (Cesare Cremonini), Beautiful Disaster (Fedez e Mika).
| Ordine                | Cantante        | Giudice | Duetto con Cesare Cremonini   | Risultato                  | Ordine                     | Inedito                    | Risultato |
| --------------------- | --------------- | ------- | ----------------------------- | -------------------------- | -------------------------- | -------------------------- | --------- |
| 1                     | Giò Sada        | Elio    | Logico #1                     | Salvo                      | 3                          | Il rimpianto di te         | Salvo     |
| 2                     | Davide          | Elio    | Mondo                         | Salvo                      | 1                          | My Soul Trigger            | Terzo     |
| 3                     | Enrica          | Skin    | La nuova stella di Broadway   | Quarta                     | —                          | —                          | —         |
| 4                     | Urban Strangers | Fedez   | Buon viaggio (Share the Love) | Salvi                      | 2                          | Runaway                    | Salvi     |
| Finalissima (My song) |                 |         |                               |                            |                            |                            |           |
| 1                     | Giò Sada        | Elio    | Best of You (Foo Fighters)    | Best of You (Foo Fighters) | Best of You (Foo Fighters) | Best of You (Foo Fighters) | Vincitore |
| 2                     | Urban Strangers | Fedez   | Oceans (Jay-Z)                | Oceans (Jay-Z)             | Oceans (Jay-Z)             | Oceans (Jay-Z)             | Secondi   |

## Discografia e videografia legata al programma

### Singoli
| Artista         | Brano              | Posizione massima in classifica | Certificazione |
| Artista         | Brano              | FIMI                            | Certificazione |
| --------------- | ------------------ | ------------------------------- | -------------- |
| Urban Strangers | Runaway            | 1                               | Platino        |
| Giò Sada        | Il rimpianto di te | 6                               | Oro            |
| Davide Shorty   | My Soul Trigger    | 10                              | —              |
| Moseek          | Elliott            | 17                              | —              |
| Enrica          | I Found You        | 58                              | —              |
| Landlord        | Get By             | —                               | —              |

### Brani delle compilation e degli EP entrati in classifica
| Artista         | Brano              | Posizioni in classifica | Certificazione |
| Artista         | Brano              | FIMI                    | Certificazione |
| --------------- | ------------------ | ----------------------- | -------------- |
| Urban Strangers | Oceans             | 25                      | —              |
| Urban Strangers | Cupid's Choklehold | 34                      | —              |
| Urban Strangers | Last Part          | 57                      | —              |
| Urban Strangers | Rape Me            | 66                      | —              |
| Giò Sada        | Retrograde         | 98                      | —              |

### EP
| Artista         | EP            | Posizione massima in classifica | Certificazione |
| Artista         | EP            | FIMI                            | Certificazione |
| --------------- | ------------- | ------------------------------- | -------------- |
| Urban Strangers | Runaway       | 6                               | Oro            |
| Giò Sada        | Giosada       | 25                              | —              |
| Moseek          | Moseek        | 72                              | —              |
| Davide Shorty   | Davide Shorty | —                               | —              |

## Ascolti

### X Factor - La giuria
X Factor - La giuria, in onda martedì 1º settembre 2015 dalle 20:40 alle 21:10 su Sky Uno, ha raccolto davanti al video 145 092 telespettatori.

### X Factor - Le selezioni
| Puntata     | Sky Uno           | Sky Uno        | Sky Uno         | Sky Uno | Messa in onda     | Cielo          | Cielo | MTV            | MTV   | Totale telespettatori (Cielo + MTV) | Totale telespettatori nei 7 giorni (Sky Uno) |
| Puntata     | Messa in onda     | Telespettatori | Smart Panel Sky | Share   | Messa in onda     | Telespettatori | Share | Telespettatori | Share | Totale telespettatori (Cielo + MTV) | Totale telespettatori nei 7 giorni (Sky Uno) |
| ----------- | ----------------- | -------------- | --------------- | ------- | ----------------- | -------------- | ----- | -------------- | ----- | ----------------------------------- | -------------------------------------------- |
| Audizioni 1 | 10 settembre 2015 | 1 291 884      | 1 525 000       | 4,07%   | 13 settembre 2015 | 421 000        | 1,76% | 377 000        | 1,58% | 798 000 – 3,34%                     | 2 794 306                                    |
| Audizioni 2 | 17 settembre 2015 | 1 120 000      | 1 382 000       | 3,56%   | 20 settembre 2015 | 386 000        | 1,59% | 514 000        | 2,11% | 900 000 – 3,7%                      | 2 680 873                                    |
| Audizioni 3 | 24 settembre 2015 | 1 287 000      | 1 520 000       | 3,72%   | 27 settembre 2015 | –              | –     | –              | –     | 1 207 000 – 4,8%                    | 2 796 161                                    |
| Bootcamp 1  | 1º ottobre 2015   | 1 121 000      | 1 430 000       | 3,35%   | 4 ottobre 2015    | 431 000        | 1,64% | 639 000        | 2,42% | 1 070 000 – 4,06                    | 2 660 197                                    |
| Bootcamp 2  | 8 ottobre 2015    | 1 215 000      | 1 490 000       | 3,59%   | 11 ottobre 2015   | 605 000        | 2,32% | 658 000        | 2,52% | 1 250 000 – 4,8%                    |                                              |
| Homevisit   | 15 ottobre 2015   | –              | 1 453 000       | –       | 18 ottobre 2015   |                |       |                |       |                                     |                                              |
| Media       | Media             |                |                 |         | Media             |                |       |                |       |                                     |                                              |

il simbolo – sta ad indicare che il dato non è stato reso noto
1. ↑  Il dato è la somma di ascolto in diretta e di ascolto differito del giorno.
2. 1 2  Cielo e MTV trasmettono in simulcast la replica della puntata del giovedì su Sky Uno.
3. ↑  Lo Smart Panel è il nuovo sistema di rilevamento degli ascolti Sky attraverso i decoder.
4. ↑  Auditel ha sospeso la pubblica diffusione dei dati per due settimane in modo da verificare possibili irregolarità.[22]

### X Factor - Live Show
| Puntata    | Sky Uno          | Sky Uno        | Sky Uno         | Sky Uno |
| Puntata    | Messa in onda    | Telespettatori | Smart Panel Sky | Share   |
| ---------- | ---------------- | -------------- | --------------- | ------- |
| 1          | 22 ottobre 2015  | –              | 1 323 000       | –       |
| 2          | 29 ottobre 2015  | 979 435        | 1 284 668       | 4,32%   |
| 3          | 5 novembre 2015  | 847 546        | 1 156 047       | 3,39%   |
| 4          | 12 novembre 2015 | 1 033 427      | 1 210 868       | 4,19%   |
| 5          | 19 novembre 2015 | 989 858        | 1 283 972       | 3,9%    |
| 6          | 26 novembre 2015 | 948 581        | 1 207 637       | 3,98%   |
| 7          | 3 dicembre 2015  | 961 449        | 1 245 000       | 3,89%   |
| 8 – Finale | 10 dicembre 2015 | 1 238 624      | 1 565 000       | 5,18%   |
| Media      |                  |                |                 |         |

La finale è andata in onda in diretta anche su MTV e Cielo cumulando un ascolto pari al 9,60% di share con 2 289 000 spettatori.
1. ↑  Il dato è la somma di ascolto in diretta e di ascolto differito del giorno.
2. ↑  Lo Smart Panel Sky è il sistema di rilevamento degli ascolti attraverso i decoder.
3. 1 2  Auditel ha sospeso la pubblica diffusione dei dati per due settimane in modo da verificare possibili irregolarità.[22]

### Xtra Factor
| Puntata | Messa in onda    | Telespettatori |
| ------- | ---------------- | -------------- |
| 1       | 22 ottobre 2015  | –              |
| 2       | 29 ottobre 2015  | 340 261        |
| 3       | 5 novembre 2015  | 465 213        |
| 4       | 12 novembre 2015 | 408 713        |
| 5       | 19 novembre 2015 | 467 816        |
| 6       | 26 novembre 2015 |                |
| 7       | 3 dicembre 2015  | 416 064        |

1. ↑  Auditel ha sospeso la pubblica diffusione dei dati per due settimane in modo da verificare possibili irregolarità.[22]

## Ospiti
| Puntata | Ospiti nei Live Show                                                                           |
| ------- | ---------------------------------------------------------------------------------------------- |
| 1       | Duran Duran                                                                                    |
| 2       | Justin Bieber e Francesca Michielin                                                            |
| 3       | Emma                                                                                           |
| 4       | Giorgio Moroder e 5 Seconds of Summer                                                          |
| 5       | Franco Battiato, Lorenzo Fragola, Chiara Galiazzo, Michele Bravi e Francesca Michielin         |
| 6       | Jess Glynne                                                                                    |
| 7       | Marco Mengoni, Lorenzo Fragola e Linus                                                         |
| 8       | Coldplay, Elio e le Storie Tese, Skunk Anansie, Cesare Cremonini, Michele Bravi, Fedez, e Mika |